# Università clandestina di Roma
Con il termine Università clandestina di Roma si indica un corso clandestino di ingegneria organizzato dal matematico Guido Castelnuovo durante la seconda guerra mondiale, fra il 1941 e il 1943, ideato per gli studenti ebrei di Roma.

## Storia
A seguito della promulgazione delle leggi razziali fasciste (1938 e anni seguenti) fu proibita la frequenza e la docenza nella scuola pubblica a studenti e insegnanti ebrei. Nel 1938 le comunità israelitiche istituirono pertanto delle scuole speciali controllate da un commissario ariano, nominato dal Ministero dell'Educazione Nazionale. Il problema che si presentò successivamente ― ulteriormente aggravato dall'impossibilità di studiare all'estero a causa della guerra ― fu quello dell'inserimento di tali studenti all'università.
L'occasione di offrire un'educazione universitaria ai giovani ebrei si concretizzò nel 1941 allorquando Guido Coen, membro del comitato organizzatore delle scuole secondarie ebraiche, venne a conoscenza che l'Istituto Tecnico Superiore di Friburgo, in Svizzera, invitava i giovani a iscriversi ai suoi corsi di specializzazione tecnico-scientifica, puntualizzando la non obbligatorietà della presenza durante l'intero anno, quanto solamente agli esami finali. Guido Castelnuovo, dopo essersi accordato con il direttore dell'istituto, organizzò dei corsi universitari clandestini di ingegneria, più teorici rispetto a quelli dell'istituto di Friburgo, tuttavia ugualmente da questo riconosciuti.
Come docenti Castelnuovo chiamò i professori ebrei che avevano perso la cattedra a seguito delle suddette leggi razziali: la professoressa Maria Piazza, laureata in chimica e libero docente in mineralogia, l'architetto Angelo Di Castro, l'ingegner Giulio Supino professore di costruzioni idrauliche a Bologna e il professor Vito Camiz, ingegnere e matematico allievo di Castelnuovo e libero docente di tecnologia dei materiali e tecnica delle costruzioni.
Non essendo sufficienti gli insegnanti appena citati, Castelnuovo chiamò anche alcuni professori non ebrei, antifascisti, che si prestarono allo scopo: il professor Giulio Ugo Bisconcini, libero docente di meccanica razionale, il professor Raffaele Lucaroni, docente di geometria analitica e descrittiva e assistente di Castelnuovo e il professor Nestore Bernardo Cacciapuoti, docente di fisica.
I corsi, chiamati discretamente Corsi Integrativi di Cultura Matematica, iniziarono il giorno 1º dicembre 1941 con 25 iscritti. Il primo anno prevedeva le seguenti materie:
- Geometria Analitica (Lucaroni);
- Analisi Algebrica e Infinitesimale (I parte) (Bisconcini);
- Fisica sperimentale (Cacciapuoti);
- Chimica Generale (Piazza);
- Disegno di ornato e di architettura (Di Castro).

Per il secondo anno (1942-43) furono istituite le seguenti materie:
- Analisi Infinitesimale (II parte) (Bisconcini);
- Meccanica Razionale (Bisconcini);
- Geometria Descrittiva (Lucaroni);
- Statica Grafica e Scienza delle Costruzioni (Supino e Camiz);
- Fisica sperimentale (II parte) (Cacciapuoti);
- Chimica (II parte) (Piazza);
- Disegno di Ornato e di Architettura (Di Castro).

Nel 1943, prevedendo una svolta negli avvenimenti politici, Castelnuovo scrisse una lettera al ministro dell'Educazione Nazionale con la quale gli si chiedeva di riconoscere in Italia gli esami sostenuti in Svizzera; nel frattempo, caduto il fascismo e insediatosi Pietro Badoglio alla presidenza del Consiglio e, successivamente, Ivanoe Bonomi, la lettera di Castelnuovo fu letta più di un anno dopo la consegna dal nuovo ministro, il filosofo Guido De Ruggiero, che riconobbe agli studenti i due anni di corso frequentati e li riammise, nel 1944, nelle università italiane.